# Булыгин, Николай Евгеньевич
Никола́й Евге́ньевич Булы́гин (12 августа 1924 — 22 мая 2002) — российский, советский дендролог, фенолог, интродуктор, профессор (1997) Санкт-Петербургского государственного лесотехнического университета.

## Биография
Родился 12 августа 1924 года в г. Воронеже. В 1953 году окончил факультет озеленения городов и населённых мест в Лесотехнической академии. Поступил на работу в академию, в ней он проработал до конца жизни. Многие годы Булыгин занимал должность директора Ботанического сада ЛТА. С 1954 года преподавал дендрологию на кафедре ботаники и дендрологии вначале ассистентом, а затем в качестве профессора и заведующего кафедрой. В 1965 году он защитил кандидатскую диссертацию под руководством С. Я. Соколова.
Н. Е. Булыгин внёс весомый вклад в организацию научной работы кафедры ботаники и дендрологии, в совершенствование учебного процесса. Им было написано множество учебных пособий по дендрологии, ботанике, фенологии, ботаническому ресурсоведению, биологии. В 1985 году был издан его учебник «Дендрология», переизданный в 1991 году, который до сих пор является основным учебником, рекомендованным для студентов лесных ВУЗов. За свою жизнь он издал 20 монографий и справочников, всего около 160 научных публикаций.
В течение 50 лет Николай Евгеньевич вёл углублённые фенологические наблюдения. Много трудов Булыгина посвящено биологии роста, цветения и плодоношения интродуцентов в климатических условиях Санкт-Петербурга. Булыгин разработал календарь природы Северо-Запада России, строго аргументированный биологически, географически и математически. Такой календарь позволяет на основе предшествующих фенофаз предугадать их последующее прохождение. Он выделил 4 сезона года, 13 подсезонов и 22 феноэтапа. В 1980-е годы Николай Евгеньевич стал разрабатывать принципы индикации и предложил оригинальную систему детальной феноиндикации структуры годичного цикла развития ландшафтов. Система феноиндикации Булыгина не потеряла актуальности и сегодня.
Ещё в 1970-е годы Н. Е. Булыгин стал писать о потеплении климата и о его влиянии на древесные растения. Его работы подтверждают, что повысилась зимостойкость древесных интродуцентов, которые ранее считались непригодными для выращивания в условиях Ленинграда. Для оценки морозостойкости растений, а также оценки состояния растений, Булыгиным была пересмотрена и значительно расширена шкала определения морозостойкости и состояния растений, предложенная в 1917 году Э. Л. Вольфом. Шкала Н. Е. Булыгина используется до сих пор. Около 150 видов интродуцентов рекомендовано им в озеленение Санкт-Петербурга. Под его руководством в Ботаническом саду ЛТА было испытано значительное количество древесных растений интродуцентов (около 200).
В 1997 году Булыгин был избран на должность профессора кафедры ботаники и дендрологии. Николай Евгеньевич являлся председателем Центральной фенологической комиссии Русского географического общества. В 2001 году он был официально зарегистрирован в федеральном реестре экспертов научно-технической сферы.
Умер Н. Е. Булыгин 22 мая 2002 года. Погребён на Кузьмоловском кладбище Ленинградской области.